# Prima de gobernabilidad

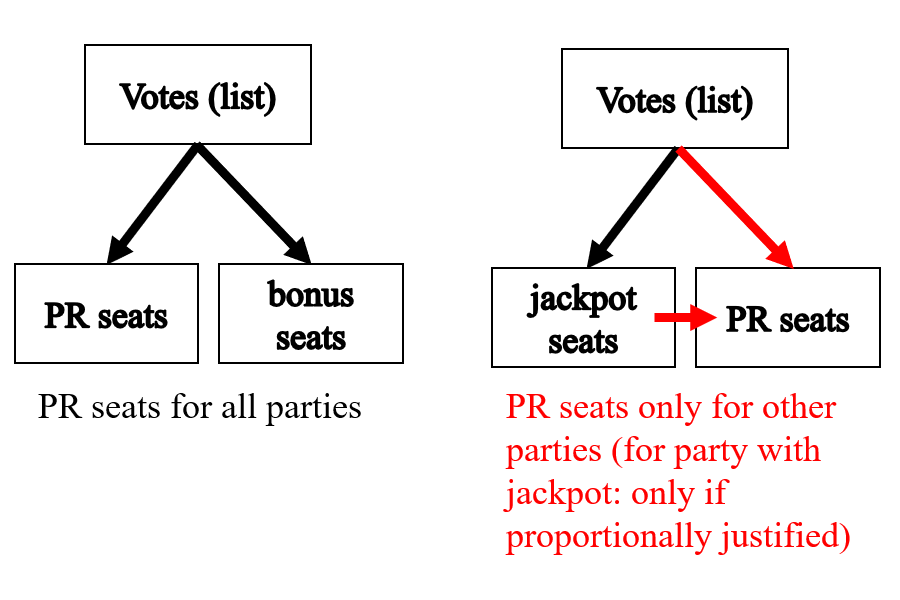
Sistemas electorales de bonificación mayoritaria y bote mayoritario

La Prima de gobernabilidad es una forma de representación semi-proporcional utilizada en algunos países europeos. Su característica es una bonificación de mayoría que da al partido o coalición más votados una representación o escaños extras en un cuerpo electo para presuntamente asegurar la estabilidad del gobierno.
Es utilizado en Italia y San Marino. En Argentina es utilizado en la Cámara de Diputados de la Provincia de Santa Fe, en la Cámara de Diputados de la Provincia de Entre Ríos y en la Legislatura de la Provincia del Chubut.

## Historia
Benito Mussolini fue el primer político en aprobar una ley la cual automáticamente daría una vasta mayoría del 66% de escaños de la asamblea al partido ganador, con el objeto de asegurar su victoria en la elección italiana de 1924 y estableciendo así una dictadura de veinte años sobre el país.
A pesar de este debut antidemocrático, el sistema de prima de gobernabilidad fue utilizado otra vez después de la restauración de la democracia, pero dentro de ciertos límites básicos, otorgando un número de asientos qué proporcionan estabilidad de gobierno, pero la cual no es lo bastante grande como para dejar a un solo partido promulgar cambios constitucionales. Fue utilizado en las elecciones locales italiana durante los años 1950, el sistema de prima de gobernabilidad fue reintroducido en Italia para las elecciones locales en 1993, y a nivel nacional en 2005, reemplazando el sistema de miembro adicional. Después de que en 2013 el Tribunal Constitucional declarara que las bonificaciones sin límites son anticonstitucionales, fue establecido un umbral mínimo del 40% para la asignación de la prima, junto con un segunda vuelta entre los dos partidos más votados en el caso de que ningún partido alcanzase el umbral.
La Prima de gobernabilidad fue adoptada por otros países europeos, especialmente Grecia en 2004 (aunque se abandonó 2016, para ser reintroducido más tarde en 2023) y San Marino a nivel nacional y Francia para sus elecciones regionales.

## Mecanismo
La prima de gobernabilidad puede estar basada en cualquier forma del mecanismo utilizado en partido-listar representación proporcional, pero el método D'Hondt será probablemente el elegido, puesto que este método asigna con mayor probabilidad el número de escaños según el orden de porcentaje de voto obtenido.
Básicamente,  hay dos formas diferentes de sistemas de bonificación de mayoría, con resultados políticos claramente diferentes:
- El sistema de bonificación añade un número fijo de escaños al partido o alianza ganador.  En la la asamblea regional siciliana, una décima parte de los asientos de la asamblea están reservados a la coalición ganadora. Si este sistema siempre distorsiona el resultado final, no asegura la estabilidad del gobierno si los ganadores no obtienen asientos proporcionales suficientes;
- El sistema jackpot ofrece un número fijo de asientos totales al partido o alianza ganador, independientemente de sus votos relativos. En el Parlamento de San Marino, la alianza ganadora obtiene el 58% de los asientos totales, asientos de bonificación eventual para los ganadores que son deducidos de los asientos de las minorías peor representadas utilizando el método D'Hondt.

Si el sistema Jackpot asegura el objetivo de la prima de gobernabilidad, el sistema de Bonificación es más probable que respete los límites democráticos. En la elección italiana de 2013, el Partido Democrático ganó 292 asientos en la Cámara utilizando sus 8,644,523 votos, necesitando por tanto 29,604 preferencias para obtener un asiento, mientras que su adversario más importante, Il popolo di la libertá, ganó 97 asientos con 7,332,972 votos, efectivamente necesitando 75,597 votos para un solo asiento. Estos datos muestran cómo la prima de gobernabilidad no es un sistema de representación proporcional. En efecto, el sistema en uso en Italia hasta 2013, asignando el jackpot sin considerar el porcentaje de voto conseguido por el partido más grande, ha sido juzgado como anticonstitucional por el Tribunal Constitucional italiano y desde entonces ha sido reemplazado por un sistema jackpot a dos vueltas.